# Rungia guangxiensis
Rungia guangxiensis är en akantusväxtart som beskrevs av Hsien Shui Lo och D. Fang. Rungia guangxiensis ingår i släktet Rungia och familjen akantusväxter. Inga underarter finns listade i Catalogue of Life.